# Enoplognatha macrochelis
Enoplognatha macrochelis är en spindelart som beskrevs av Levy och Amitai 1981. Enoplognatha macrochelis ingår i släktet Enoplognatha och familjen klotspindlar. Inga underarter finns listade i Catalogue of Life.